# Bogumiłowice (województwo małopolskie)
Bogumiłowice – wieś w Polsce położona w województwie małopolskim, w powiecie tarnowskim, w gminie Wierzchosławice.
W latach 1954–1972 wieś należała i była siedzibą władz gromady Bogumiłowice. W latach 1975–1998 miejscowość administracyjnie należała do województwa tarnowskiego.
Przez wieś przechodzi linia kolejowa 91 ze stacją Bogumiłowice i w pobliżu znajdują się trzy mosty na Dunajcu: jeden kolejowy i dwa drogowe.

## Urodzeni w Bogumiłowicach
- Zygmunt Döllinger (1899–1949), kapitan artylerii Wojska Polskiego, działacz niepodległościowy, kawaler Orderu Virtuti Militari, doktor praw, sędzia, starosta brzeski, tarnowski i żywiecki, poseł na Sejm RP
- Edward Kawa-Kawicki (1902–1940), kapitan lekarz Wojska Polskiego, zamordowany w Charkowie

## Gospodarka
We wsi znajduje się Wytwórnia Podkładów Strunobetonowych należąca do grupy Leonhard Moll Betonwerke. Produkuje ona podkłady kolejowe ze strunobetonu oraz inne prefabrykaty betonowe.